# تلورول

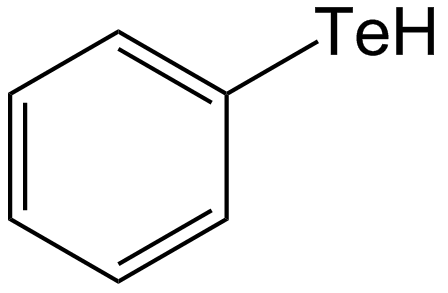
بنزن‌تلورول: نمونه‌ای از ترکیب تلورول

تلورول(به انگلیسی: Tellurol) یک گروه عاملی در ترکیبات آلی است که مانند الکل ها می‌باشد  که در آن به جای یک اتم اکسیژن (O)، یک اتم تلوریم (Te) جایگزین شده‌است.تلورول ها، سلنول ها و تیول ها خواص مشابه دارند،اما تلورل‌ها ناپایدارتر هستند.